# Posłanie z Turnberry
Posłanie z Turnberry – oficjalna propozycja ministrów spraw zagranicznych państw członkowskich NATO skierowana do ZSRR i państw Europy Wschodniej, dotycząca współpracy z Sojuszem. Wystosowano ją na spotkaniu Rady Północnoatlantyckiej 8 czerwca 1990 w Turnberry (Szkocja).